# Slag bij Ilipa
De Slag bij Ilipa was waarschijnlijk Scipio Africanus' meest briljante overwinning tijdens zijn militaire carrière tijdens de Tweede Punische Oorlog. Hoewel het er misschien niet zo origineel uitzag als Hannibal's strategie in de Slag bij Cannae, markeerden Scipio's voorbereidende manoeuvres en zijn omgekeerde Cannaeformatie het hoogtepunt van zijn tactisch kunnen. In deze slag brak hij de Carthaagse overheersing in Spanje voorgoed en beroofde hij de Barcadynastie van rijke hulpbronnen, zowel in zilver als in mankracht.

## Vooraf
Na de Slag bij Baecula en Hasdrubal Barkas' vertrek richting Italië waren Carthaagse troepen in het begin van het jaar 207 v.Chr. geland in Spanje onder leiding van Hanno de Grote, die zich snel samenvoegde met Mago Barkas. Samen creëerden zij een sterk leger door het rekruteren van grote aantallen Keltiberische huurlingen. Ondertussen verplaatste Hasdrubal Gisco ook zijn leger, van Cádiz naar Andalusië. Hierdoor stond Scipio tegenover twee geconcentreerde vijandelijke legers, waarvan de één zonder twijfel hem in de rug zou aanvallen wanneer hij het ander aanviel.
Na zorgvuldige overwegingen besloot Scipio eerst een legereenheid onder leiding van Silanus op Mago af te sturen om hem te verslaan. Omdat ze met grote snelheid aanvielen, kon Silanus de Carthaagse troepen compleet verrassen. Dit resulteerde in uiteenslaan van Mago's Keltiberiërs en de gevangenneming van Hanno de Grote.
Daarmee stond Hasdrubal Gisco dus alleen tegenover Scipio's sterke leger, maar deze Carthaagse generaal kon een gevecht vermijden door zijn troepen te splitsen en naar verschillende versterkte steden te sturen. De veldtocht in Hispania was voor dat jaar, 207, in feite afgelopen.

## Inleidende manoeuvres
De volgende lente deden de Carthagers hun laatste grote poging om hun gebieden in Hispania te heroveren. Hasdrubal Gisco voegde zich samen met Mago bij Ilipa. Zo creëerden zij een leger van 54.000 tot 70.000 man, aanzienlijk groter dan Scipio's leger van 43.000 man, dat voor een groot deel bestond uit Keltiberische bondgenoten, die lang niet zo ervaren waren als de Romeinse legionairs.
Na de komst van de Romeinen deed Mago een poging om het Romeinse kamp te veroveren met zijn cavalerie, onder leiding van zijn Numidische bondgenoot Massinissa. Dit was echter doorzien door Scipio, die zijn cavalerie achter een heuvel had opgesteld. Zij vielen de Carthagers aan in de flanken en wisten de vijanden terug te dringen, met grote verliezen aan de kant van Mago.
De twee tegenstanders deden de volgende dagen niets anders dan het observeren en provoceren van de tegenstander, waarbij Scipio pas zijn troepen buiten het kamp in formatie liet opstellen nadat Hasdrubal en Mago dat hadden gedaan. Scipio stelde steeds de Keltiberische troepen op de flanken en de Romeinse legionairs in het midden op, zodat Hasdrubal en Mago zouden denken dat dit de Romeinse opstelling was op de dag van het gevecht. Dit zou een fatale veronderstelling blijken te zijn.

## Het gevecht

Slagordes van de legers op de dagen voorafgaand aan de slag.

Scipio veranderde de Romeinse slagorde en viel de Carthaagse flanken aan.

Toen Scipio ervan overtuigd was de Carthaagse legerleiding voldoende misleid te hebben, sloeg hij toe. Eerst gaf hij zijn leger opdracht voor de dageraad gevoed en bewapend te zijn. Hij zond daarna zijn cavalerie en lichte troepen tegen de Carthaagse wachtposten, terwijl hij het grootste deel van zijn leger achter de hand hield, aan de voorkant bij het Carthaagse kamp. Deze dag stonden de legionairs bij de flanken en de Keltiberische troepen in het centrum.
Verbaasd door de plotselinge aanval van de Romeinen, bewapenden de Carthagers zichzelf haastig, voordat ze hadden ontbeten. Ze gingen toen nog uit dat Scipio's traditionele opstelling. Daarom besloot Hasdrubal zijn elite-Afrikanen in het centrum van zijn leger te plaatsen en de Keltiberische huurlingen op de flanken. Het lukte hem niet zijn leger op tijd te hergroeperen nadat hij erachter kwam dat de Romeinen een nieuwe opstelling hadden aangenomen.
De volgende uren hield Scipio zijn infanterie achter de lichte troepen die de inleidende schermutselingen deden, waarmee hij het effect van het gemiste ontbijt van de vijand versterkte. Toen hij uiteindelijk besloot aan te vallen, werden de lichte troepen teruggeroepen om achter de legionairs te blijven die op de flanken waren, terwijl het grote gevecht begon. Omdat zijn flanken sneller liepen dan zijn Keltiberiërs in het midden, vormde Scipio aldus voorwaarts marcherende en vooruitklappende tangbeweging dus een omgekeerde Cannae-formatie. Verder versterkte de Romeinse generaal zijn flanken door het sturen van zijn lichte troepen. Hierdoor kon hij de gehele Carthaagse linie aan beide zijden aanvallen.
De Romeinen negeerden het centrum van de Carthagers nog steeds en Scipio's legionairs, lichte troepen en cavalerie vielen de slecht getrainde Keltiberiërs aan op de Carthaagse flanken, voor- en achterkant. Het Carthaagse centrum was niet in staat om zijn flanken te helpen door de dreiging van Keltiberische troepen, die met grote formaties dichtbij stonden, maar nog niet aanvielen.
Door de onvermijdelijke vernietiging van zijn flanken, werd het Carthaagse centrum nog meer gedemoraliseerd en verward door het getrap van hun eigen gek geworden krijgsolifanten, die meer naar het centrum toe vluchtten, omdat de Romeinse cavalerie de flanken aanviel. Geplaagd door honger en moeheid, vluchtten de Carthagers weg. Maar omdat Scipio nu de druk nog meer opvoerde, door de Keltiberiërs de opdracht te geven zich in het gevecht te mengen, werden de Carthagers vermorzeld. Het leek erop dat de Carthagers helemaal afgeslacht zouden worden, net zoals Romeinen in de Slag bij Cannae, maar toen kwam er een stortbui en de Carthagers konden terugvluchten naar hun kamp.

## Manoeuvres na het gevecht
Hoewel ze tijdelijk veilig waren in hun kamp, konden de Carthagers geen rust houden. Omdat ze de volgende morgen onvermijdelijk tegen de Romeinen zouden moeten optrekken, moesten ze hun verdediging versterken. Maar omdat meer en meer Keltiberische huurlingen deserteerden, probeerde Hasdrubal in de nacht te vluchten met zijn Numidische bondgenoten.
Maar Scipio besliste nu, anders dan tijdens de slag bij Baecula, wel tot een achtervolging. Geleid door de cavalerie zat het gehele leger Hasdrubal dicht op de hielen. Toen de Romeinen eindelijk de vluchtstoet had ingehaald, ontstond er een gevecht waaraan Hasdrubal nog maar 6.000 man overhield. Hij vluchtte met hen de bergen in zonder enig drinkwater. Het restant van het Carthaagse leger gaf zich een korte tijd later over, maar niet voordat Hasdrubal en Mago ontsnapt waren.

## Vervolg van de oorlog
Na het gevecht stak Hasdrubal Gisco over naar Afrika om een bezoek te brengen aan de machtige Numidische koning Syphax, waar hij in diens tuin Scipio tegenkwam, die ook al naar de gunst van de Numidiërs dong.
Mago Barkas vluchtte naar de Balearen, vanwaar hij naar Ligurië zeilde en een poging ondernam voor een invasie in Noord-Italië.
Na zijn definitieve verovering van Carthaags Hispania en de wraak op de Iberische stamleiders, die immers zijn vader en zijn oom gedood hadden, keerde Scipio terug naar Rome. Hij werd unaniem tot consul gekozen in 205 v.Chr.. Nu Scipio en zijn bondgenoten de politieke macht in Rome hadden, kon hij Sicilië als proconsul in zijn macht krijgen. Vanaf Sicilië zou spoedig de invasie van het Carthaagse thuisland worden ondernomen. Hierdoor werden Hannibal en Mago Barkas in 202 gedwongen hun Italiaanse campagnes af te breken voor de verdediging van hun thuisland.